# Ramana Maharshi

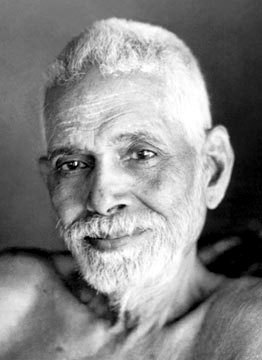
Ramana Maharshi

Ramana Maharshi (Sanskriet: रामन महर्षि , "Grote Weter") (Tiruchuli, Tamil Nadu, India, 30 december 1879 – Tiruvannamalai, India, 14 april 1950) (geboren als Venkataraman Iyer) was een Indische yogi en goeroe. Na een ingrijpende religieuze ervaring op zijn 17e verliet hij zijn ouderlijk huis om als sannyassin te leven. Hij bracht 20 jaar lang zwijgend in uren- en dagenlange meditatie door, waarna hij zijn solitaire bestaan enigszins opgaf en een ashram om hem liet vormen. Hij wilde geen leerlingen aannemen of vaste voorschriften geven voor "hoe men een spiritueel leven kan leiden", maar was beschikbaar voor darshan (het aanschouwen van het goddelijke) door zijn toegewijden, en het beantwoorden van vragen over de Indische meditatie- en yoga-disciplines. Ramana Maharshi stelde dat door zelfonderzoek, de vraag "Wie ben ik?", het mogelijk is om inzicht te krijgen in de ware eigen aard, namelijk ik-loos gewaarzijn. het is de denkende geest die het ik-besef creëert, maar het zuivere bewustzijn waarin dit ik-besef waargenomen wordt is de ware aard.
Zijn leven en onderricht gaven de aanzet tot "neo-Advaita," een nieuwe religieuze beweging (New Religious Movement) gericht op onmiddellijk inzicht in de ware, lege aard van het Zelf.

## Bekende volgelingen
- Andrew Cohen
- Paul Brunton
- H.W.L. Poonja

## Voetnoten
1. ↑  https://www.sriramanamaharshi.org/wp-content/uploads/2012/12/who_am_I.pdf
2. ↑  https://www.davidgodman.org/who-am-i-sri-ramana-maharshis-teachings-on-how-to-realise-the-self/